# Acianthus caudatus
Acianthus caudatus är en orkidéart som beskrevs av Robert Brown. Acianthus caudatus ingår i släktet Acianthus och familjen orkidéer. Inga underarter finns listade i Catalogue of Life.